# A Deal in Indians (film 1910)
A Deal in Indians è un cortometraggio muto del 1910 diretto da Milton J. Fahrney. Il regista, uno dei nomi di punta all'epoca della Nestor Film Company, nel 1915 avrebbe poi diretto per una diversa compagnia un altro A Deal in Indians interpretato, tra gli altri, da Belle Bennett.

## Produzione
Il film - un cortometraggio a un rullo -  fu prodotto dalla Nestor Film Company, una compagnia fondata dai fratelli William e David Horsley.

## Distribuzione
Distribuito dalla Motion Picture Distributors and Sales Company, il cortometraggio uscì nelle sale cinematografiche USA il 23 novembre 1910.